# Grafelijke Korenmolen
De Grafelijke Korenmolen is een torenmolen in Zeddam in de Nederlandse provincie Gelderland. Deze molen is de oudste nog bestaande windmolen in Nederland.
Naar alle waarschijnlijkheid is de molen vóór 1441 gebouwd. Uit jaarringenonderzoek is gebleken dat het rechtervoeghout in de kap afkomstig is van een boom die voor 1440 gekapt is. In 1546 werd in de omgeving van de molen de nog steeds bestaande rosmolen gebouwd zodat ook bij windstilte kon worden gemalen. Tot in de 20e eeuw behoorde de molen toe aan de heren en graven van Kasteel Huis Bergh. In 1839 werd de inrichting van de molen gemoderniseerd. Nadat de molen in de 20e eeuw in particuliere handen kwam dreigde sloop. In 1929 werd de molen echter ondergebracht in een stichting. De molen werd in 1963, 1974, 1991 en 2005 gerestaureerd. Op 25 januari 2017 zijn de roeden verwijderd. Vier weken later zijn de roeden met nieuw hekwerk weer gestoken. De molen heeft twee koppel maalstenen.
Het middeleeuwse bouwwerk heeft zeer dikke muren en nog zeer oude vloerplanken, waarmee het een van de bijzonderste molens in Nederland is.
In 1888 is de uit 1875 stammende houten bovenas gebroken. De bovenas is hersteld door het langste overgebleven gedeelte in de lengte door te zagen en de voorzijde te verlengen met een gietijzeren bovenas uit 1861 van de firma Enthoven. Aan de achterzijde werd een gietijzeren muts aangebracht.
De wieken hebben een oudhollandse tuigage.
De molen is een binnenkruier. De kap wordt gedraaid met behulp van twee kruiwerken en draait op een Engels rollenkruiwerk. Het hele boventafelement is voor het kruiwerk voorzien van kruikammen.
De vang, waarmee de wieken stilgezet kunnen worden, is een Vlaamse vang met 4 vangstukken.
De molen is eveneens een belangrijke toeristische attractie voor Zeddam.